# Herzeleid
Herzeleid é o álbum de estreia da banda alemã Rammstein, tendo sido lançado em 25 de setembro de 1995 na Europa, e nos Estados Unidos em 24 de novembro de 1998.
Foi produzido em Estocolmo, na Suécia pelo produtor Jacob Hellner (produtor da banda Clawfinger) e Carl-Michael Herlöffson nos estúdios Polar, sendo vendido em setembro na Alemanha e um ano depois no mundo todo, dando assim o começo ao seu lançamento mundial. Teve 2 versões, a alemã e a norte-americana, com conteúdo idêntico, porém tendo a capa da versão americana alterada, pois a primeira capa do álbum mostra os membros da banda sem camisa e a imprensa achava que a banda queria dizer que com essa foto eles eram um exemplo da raça superior. Richard, em um entrevista disse: "Isso é totalmente estúpido, é apenas uma foto!", Till completou dizendo que foi um ensaio fotográfico feito rapidamente em um estacionamento de Berlim.
Em 2015 foi relançado em formato de vinil, pela primeira vez lançado nesse formato, e incluído na coletânea "XXI", que comemora os 21 anos da banda.
Em 25 de setembro de 2020, foi anunciado o relançamento do álbum e em 4 de dezembro foi relançado em vinil duplo e CD, completamente remasterizado e com nova arte de capa e disco. "Herzeleid XXV" comemora os 25 anos do lançamento. A capa do álbum é a mesma imagem dos membros da banda sem camisa, porém em um fundo branco ao invés da imagem da flor de crisântemo. O site da banda recebeu uma nova página inicial que ficou semelhante ao sistema operacional Windows 95. O site pode ser encontrado no endereço "herzeleid.rammstein.de".

## História
Depois de assinar com a Motor Music, a banda ficou incumbida de procurar um produtor, mas eles não conheciam esta função, pois não era comum na Alemanha Oriental. Eles sugeriram Bob Rock e Rick Rubin, mas o selo pediu que fossem menos ambiciosos, e foi aí que Jacob Hellner foi sugerido e contratado. As gravações começaram em março de 1995 em Estocolmo na Suécia, nos estúdios Polar.
A banda ficou nesse estúdio por uma semana, onde gravaram apenas as faixas das baterias. Depois disso, eles se mudaram para o estúdio privado de seu produtor Jacob Hellner. Jacob só trabalharia durante o dia nas semanas. Então, à noite e no fim de semana, a banda estava sozinha. Nenhum dos membros da banda falava bem inglês, muito menos sueco, então eles não podiam sair em nenhum lugar, o que levou a um clima frustrante dentro da banda.
Todas as gravações levaram três meses. Depois disso, Jacob foi o primeiro a mixar o álbum. Richard foi o único membro da banda presente durante a mixagem, e depois que ele entendeu que Jacob não tinha ideia do que ele fazia lá, eles começaram a discutir e as coisas não estavam sendo feitas. Então Richard ligou para todos em Estocolmo: banda, Jacob, a gerência e o selo. Eles decidiram que outra pessoa teria que mixar o álbum, que é como eles chegaram a Ronald Prent. A mixagem com ele foi feita em Hamburgo, e apesar de terem algumas discussões e divergências com a mixagem, Richard acha que ele salvou o álbum, inclusive porque conseguia servir de intérprete entre a banda e o produtor, que não se entendiam por falta de um idioma comum.
Eles levaram sete dias para finalizar a primeira música, devido às constantes discordâncias da banda quanto ao trabalho de Jacob e Ronald. Em uma entrevista de 2019 à Metal Hammer, Ronald disse que toda vez que os integrantes tinham de decidir algo, eles faziam o que ele chamou de "Conferência Alemã" - uma reunião que podia levar de dez minutos a duas horas até que todos os seis chegassem a um acordo.
A primeira música escrita para este álbum foi "Rammstein", que também foi a primeira música já escrita pela banda. A última música a ser escrita foi provavelmente "Asche zu Asche", uma vez que não foi tocada em seus shows em 1994, ao contrário de todas as outras músicas. Algumas músicas foram escritas em inglês antes de serem traduzidas para o alemão.
Há também oito músicas conhecidas daquela época que não foram incluídas no álbum: "Jeder lacht" (as letras foram depois reutilizadas em Adios do álbum Mutter). Um instrumental desconhecido feito por Richard em 1994 (onde existe um sample de sons de bebê, o mesmo que aparece no inicio de Mutter, e partes desta música também foram reutilizadas em We Are Together, do álbum A Million Degrees, do Emigrate, banda do Richard). Schwarzes Glas (que teve seu riff principal inserido em Der Meister). Wilder wein (que foi lançada ainda como demo no single de Engel (Fan Edition), uma versão ao vivo, diferente da demo apareceu em Live aus Berlin). Alter Mann (mais tarde lançado em Sehnsucht com músicas e letras ligeiramente modificadas). Feuerräder (que também foi lançada no single Engel (Fan Edition) também como demo). Tier (também conhecido como Biest. Não deve ser confundido com Tier do álbum Sehnsucht lançado mais tarde). E Tiefer gelegt (uma música inteiramente desconhecida, e que provavelmente teve seu tom (Drop D) utilizado em Spiel mit mir, do Sehnsucht).
O título do álbum, que pode ser traduzido mais ou menos como "de coração partido", refletia problemas pessoas que todos os membros estavam enfrentando na época da gravação, especialmente Richard e o vocalista Till Lindemann, que estavam rompendo com suas respectivas namoradas na época.
As vendas do álbum seguinte Sehnsucht ajudou a elevar as vendas de Herzeleid, segundo o tecladista Christian Lorenz. O álbum de estreia foi certificado como disco de ouro cinco anos depois do segundo álbum deles.

## Faixas
| N.º            | Título                                                                      | Duração |  |
| 1.             | "Wollt ihr das Bett in Flammen sehen? (Vocês Querem Ver a Cama em Chamas?)" | 5:17    |  |
| 2.             | "Der Meister (O Mestre)"                                                    | 4:08    |  |
| 3.             | "Weißes Fleisch (Carne Branca)"                                             | 3:35    |  |
| 4.             | "Asche zu Asche (Cinza a Cinza)"                                            | 3:51    |  |
| 5.             | "Seemann (Marinheiro)"                                                      | 4:48    |  |
| 6.             | "Du riechst so gut (Seu Cheiro é Tão Bom)"                                  | 4:49    |  |
| 7.             | "Das alte Leid (O Velho Luto)"                                              | 5:44    |  |
| 8.             | "Heirate mich (Case-se Comigo)"                                             | 4:44    |  |
| 9.             | "Herzeleid (Dor do Coração)"                                                | 3:41    |  |
| 10.            | "Laichzeit (Tempo de Desova)"                                               | 4:20    |  |
| 11.            | "Rammstein"                                                                 | 4:23    |  |
| Duração total: | Duração total:                                                              | 49:27   |  |

## Recepção pela crítica
| Críticas profissionais | Críticas profissionais |
| Avaliações da crítica  | Avaliações da crítica  |
| Fonte                  | Avaliação              |
| ---------------------- | ---------------------- |
| AllMusic               | [ 5 ]                  |
| Rock Hard (de)         | 8.5/10                 |
| Sputnikmusic           | [ 7 ]                  |

Em 2005, Herzeleid foi classificado como número 303 no catálogo dos 500 melhores álbuns de Rock & Metal de todos os tempos da revista Rock Hard.

## Histórico de lançamento
| País                                                           | Data                   | Gravadora                  | Formato      | Catálogo                                         |
| -------------------------------------------------------------- | ---------------------- | -------------------------- | ------------ | ------------------------------------------------ |
| União Europeia                                                 | 25 de setembro de 1995 | Motor Music                | CD, Cassete  | 529160-2 529 160-4                               |
| Estados Unidos · Canadá                                        | 24 de novembro de 1998 | Motor Music, Slash Records | CD, Cassete  | 314 529 160-2 314 529 160-4                      |
| União Europeia · Estados Unidos                                | 8 de dezembro de 2017  | Universal Music            | LP           | 2729663                                          |
| União Europeia · Reino Unido · Estados Unidos · Japão · Taiwan | 4 de dezembro de 2020  | Universal Music            | CD, LP Duplo | 0602507334444 00602507485139 UICY -15957 0733444 |

## Desempenho nas paradas
| Paradas                               | Posição |
| ------------------------------------- | ------- |
| Áustria (Ö3 Austria Top 40)           | 11      |
| Bélgica (Ultratop Flandres)           | 96      |
| Países Baixos (Dutch Charts)          | 77      |
| França (SNEP)                         | 85      |
| Alemanha (Offizielle Deutsche Charts) | 6       |
| Suíça (Schweizer Hitparade)           | 20      |

### Paradas de fim de ano
| Parada (1996) | Posição |
| ------------- | ------- |
| Alemanha      | 84      |
| Parada (1997) | Posição |
| Alemanha      | 22      |
| Parada (1998) | Posição |
| Alemanha      | 100     |